# 쓰바타정
쓰바타정(일본어: 津幡町 쓰바타마치[*])은 일본 이시카와현 중앙부에 있는 가호쿠군의 정이다.
쓰바타(津幡)라는 지명은 이 지역이 쓰바타강(津幡川)과 가호쿠가타(河北潟)를 왕래하는 배의 정박지(津) 끄트머리였던 것이 유래로 여겨진다.

## 인접한 자치체
- 가나자와시, 가호쿠군 우치나다정, 가호쿠시, 하쿠이군 호다쓰시미즈정
- 도야마현 오야베시, 다카오카시

## 역사
예로부터 호쿠리쿠도의 노토국 분기점으로 번창했다.
- 1889년 4월 1일 - 정촌제 시행과 함께 스바타정이 성립하였다.
- 1954년 3월 31일 - 쓰바타정, 나카조촌, 가사다니촌, 이노우에촌, 아가다촌이 합병해 쓰바타정(신설 합병)이 성립하였다.
- 1954년 5월 16일 - 하쿠이군 가아이다니촌을 편입하였다.
- 1957년 2월 1일 - 구리카라촌을 편입하였다.
- 1964년 7월 17일 - 쓰바타강이 범람해 수해가 발생하였다(3명 사망, 가옥 771호 침수)

## 교통

### 철도
- IR 이시카와 철도
  - IR 이시카와 철도선

- 서일본 여객철도
  - 나나오선

### 도로
- 국도 8호선
- 국도 159호선
- 국도 471호선